# Une histoire banale
Une histoire banale is een Franse film uit 2014 onder regie van Audrey Estrougo. De film had zijn Belgische avant-première op het Film Fest Gent 2014.

## Verhaal
De 32-jarige Nathalie (Marie Denarnaud) leeft een normaal leven en heeft om de twee weken een passioneel weekend wanneer haar in België werkende verloofde op bezoek komt. Haar leven wordt echter totaal verwoest als ze door een collega verkracht wordt. Ze blijft getraumatiseerd achter en sluit zich af. Ze krijgt eetstoornissen, angsten, smetvrees, doet aan zelfverminking en onderneemt zelfs zelfmoordpogingen. Ze bant iedereen uit haar leven en zoekt de toevlucht tot anonieme vernederende seks.

## Rolverdeling
| Acteur              | Personage          |
| ------------------- | ------------------ |
| Marie Denarnaud     | Nathalie           |
| Marie-Sohna Conde   | Sonha              |
| Oumar Diaw          | Wilson             |
| Renaud Astegiani    | Damien             |
| Vincent Londez      | Calixte            |
| Steve Tran          | Steve              |
| Frédéric Duff-Barbé | Politie-inspecteur |

## Productie
De film werd gemaakt met een budget van 8000 euro dat door middel van crowdfunding bijeen werd gehaald. Het filmen nam drie weken in beslag en werd gedaan in het appartement van Estrougo.